# Pagoda Ridge
Pagoda Ridge ist ein Gebirgskamm mit einem kleinen Berggipfel, der an eine Pagode erinnert, im Südosten der westantarktischen Alexander-I.-Insel. Er ragt zwischen dem Phobos Ridge und dem Deimos Ridge an der Nordflanke des Saturn-Gletschers auf.
Trimetrogon-Aufnahmen der US-amerikanischen Ronne Antarctic Research Expedition und Vermessungen, die der Falkland Islands Dependencies Survey zwischen 1948 und 1950 durchgeführt hatte, dienten seiner Kartierung. Das UK Antarctic Place-Names Committee nahm 1974 die deskriptive Benennung vor.